# Renée Taylor
Renée Taylor (Nueva York, 19 de marzo de 1933) es una actriz, comediante, guionista, productora y directora estadounidense, más conocida por su interpretación de la madre de Fran Fine en la serie televisiva The Nanny.

## Biografía
Desde 1992 hasta 1994, interpretó la estereotípica "madre judía" sobreprotectora en la serie de HBO Dream On. Al inicio del otoño de 1993, empezó a interpretar el papel de una "madre judía" en la serie The Nanny. Ella interpretó ambos papeles durante una temporada y ambas caracterizaciones eran virtualmente idénticas.
Taylor ha estado casada con el actor italoestadounidense Joseph Bologna (1934-2017) desde 1965 y es madre del actor Gabriel Bologna.
Taylor y Bologna escribieron el guion del éxito de Broadway Lovers and Other Strangers y recibieron nominaciones al premio Óscar por el guion de la adaptación cinematográfica de 1970.
En 1971, la pareja coescribió y protagonizó el filme Made for Each Other. Su guion recibió una nominación para el Premios WGA por mejor comedia.
Taylor interpretó a Eva Braun en la versión de 1968 de Los productores.
Recientemente participó en la película Cómo ser un Latín Lover (How to Be a Latin Lover).

## Filmografía

### Como actriz
- How to Be a Latin Lover (2017)
- The Do Over (2016)
- Rock in a Hard Place (2016, serie de TV)
- Weird Loners (2015, serie de TV)
- Zarra's Law (2014)
- Temptation: Confessions of a Marriage Counselor (2013)
- Bob's Burgers (2013-2011, serie de TV)
- Happily Divorced (2012-2011, serie de TV)
- Shake It Up (2012-2010, serie de TV)
- How I Met Your Mother (2012-2009, serie de TV)
- Should've Been Romeo (2012)
- Driving Me Crazy (2012)
- 2 Broke Girls (2012, serie de TV)
- Allen Gregory (2011, serie animada de TV)
- Sunny, entre estrellas (2010, serie de TV)
- Victorious (2010, serie de TV)
- Law & Order: Special Victims Unit (2010, serie de TV)
- Boston Girls (2010)
- Opposite Day (2009)
- Life During Wartime (2009)
- The Rainbow Tribe (2008)
- Pandemic (2007, miniserie)
- A-List (2006)
- Kalamazoo? (2006)
- Ice Age: The Meltdown (2006, voz)
- Boynton Beach Club (2005)
- Early Bird (2005, TV)
- A-List (2005)
- Alfie (2004)
- The Ladykillers (2004)
- Returning Mickey Stern (2003)
- Dr. Dolittle 2 (2001, voz)
- 61* (2001, TV)
- Dying on the Edge (2001)
- A Match Made in Heaven (1997, TV)
- Love Is All There Is (1996)
- The Nanny (1993)
- Forever (1992)
- All I Want for Christmas (1991)
- Delirious (1991)
- White Palace (1990)
- The End of Innocence (1990)
- It Had to Be You (1989)
- Lovesick (1983)
- Mary Hartman, Mary Hartman (1977-1978, serie de TV)
- Forever Fernwood (1977, serie de TV)
- Woman of the Year (1976, TV)
- Last of the Red Hot Lovers (1972)
- Made for Each Other (1971)
- Jennifer on My Mind (1971)
- A New Leaf (1971)
- El detective (1968)
- The Producers (1968)
- A Fine Madness (1966)
- The Errand Boy (1961)
- The Mugger (1958)

### Como guionista
- Love Is All There Is (1996)
- A Cry for Love (1980, TV)
- Woman of the Year (1976, TV)
- A Lucille Ball Special Starring Lucille Ball and Jackie Gleason (1975, TV)
- Made for Each Other (1971)

### Como directora
- It Had to Be You (1989)
- Bedrooms (1984)
- Two (1971)

### Como productora
- Lovers and Other Strangers (1983)

## Premios y nominaciones
Premios Óscar
| Año  | Categoría            | Película                 | Resultado |
| ---- | -------------------- | ------------------------ | --------- |
| 1970 | Mejor guion adaptado | Amantes y otros extraños | Nominada  |